# Bidentatettix
Bidentatettix is een geslacht van rechtvleugeligen uit de familie doornsprinkhanen (Tetrigidae). De wetenschappelijke naam van dit geslacht is voor het eerst geldig gepubliceerd in 1992 door Zheng.

## Soorten
Het geslacht Bidentatettix omvat de volgende soorten:
- Bidentatettix gorochovi (Podgornaya, 1992)
- Bidentatettix yunnanensis (Zheng, 1992)